# Svend Otto S.
Svend Otto S., de son vrai nom Svend Otto Sørensen (2 juin 1916 - 25 mai 1996) est un illustrateur et auteur de littérature jeunesse danois. Il est lauréat en 1978 du prestigieux prix international, le Prix Hans-Christian-Andersen, catégorie Illustration.

## Biographie
Né à Copenhague, il étudie les arts au Central Saint Martins College of Art and Design de Londres en 1938. Dans les années 1950, il illustre des classiques de la littérature d'enfance et de jeunesse, notamment les contes d'Andersen ou des frères Grimm.
Il utilisait une technique classique à l'aquarelle pour illustrer des livres pour enfants. En France, ses livres ont été publiés par l'atelier du Père Castor.

## Œuvres
- Palle Graa. ill. Svend Otto S. Copenhagen: Gyldendal, 1961 [Thomsen, Sigrid.]
- Den grimme aelling (Le vilan petit canard), texte de Hans Christian Andersen, illustrations de Svend Otto S. , 1975
- (en) A Christmas Book, texte de Peter Faber, illustrations de Svend Otto S., 1978
- Inouk et son chien, Paris, Flammarion, 1979
- Le Grand jour, Paris, Flammarion, 1980
- Le Poisson géant, Paris, Flammarion, 1981
- Les Noëls d'antan, Copenhague-Paris, Gyldendal - diffusion Garnier frères, 1982
- Au bord du Yang Tsé Kiang, Flammarion, 1982
- L'Avalanche, Paris, Flammarion, 1986

## Prix et distinctions
- 1976 : (international) « Hightly Commended Illustrators »[1], par l' IBBY, pour l'ensemble de son œuvre
- 1976 : (international) « Honour List »[1], de l' IBBY, catégorie Illustration, pour Den grimme aelling (Le vilan petit canard) (texte de Hans Christian Andersen)
- 1978 : (international) « Honour List »[1], de l' IBBY, catégorie Illustration, pour Tim og Trine
- 1978 : Prix Hans-Christian-Andersen, catégorie Illustration
- 1979 : Plaque d'Or de Bratislava[2] de la Biennale d'illustration de Bratislava (BIB) pour ses illustrations de A Christmas Book (texte de Peter Faber)
- 1989 : Nordic Children's Book Prize (en)